# فراقيق
فراقيق وتنطق  فراڨيڨ هي بلدية تابعة لدائرة المحمدية ولايةمعسكر تقع بين معسكر والمامونية يقطنها حوالي 18000 نسمة